# 背蛇生
背蛇生（学名：Aristolochia tuberosa）又名毒蛇药、避蛇生、牛血莲、躲蛇生，为马兜铃科马兜铃属的多年生宿根性草质藤本植物。分布在泰国以及中国大陆的湖北、贵州、四川、云南、广西等地，生长于海拔150米至1,600米的地区，常生长在石灰岩山上以及山沟两旁灌丛中，目前尚未由人工引种栽培。

## 性状
具不规则纺锤状块根; 叶面有时具不规则白斑; 舌片内面基部暗紫色。